# Unicredit Czech Open 2009
L'Unicredit Czech Open 2009 è stato un torneo professionistico di tennis maschile giocato sulla terra rossa, che faceva parte dell'ATP Challenger Tour 2009. Si è giocato a Prostějov in Repubblica Ceca dal 1° al 6 giugno 2009.

## Partecipanti

### Teste di serie
| Nazionalità | Giocatore        | Ranking* | Testa di serie |
| ----------- | ---------------- | -------- | -------------- |
| Russia      | Michail Južnyj   | 30       | 1              |
| Romania     | Victor Hănescu   | 31       | 2              |
| Serbia      | Viktor Troicki   | 32       | 3              |
| Francia     | Jérémy Chardy    | 36       | 4              |
| Russia      | Igor' Andreev    | 41       | 5              |
| Russia      | Evgenij Korolëv  | 51       | 6              |
| Uruguay     | Pablo Cuevas     | 52       | 7              |
| Argentina   | Horacio Zeballos | 54       | 8              |

- Ranking al 25 maggio 2010.

### Altri partecipanti
Giocatori che hanno ricevuto una wild card:
- Michail Elgin
- Andrej Kuznecov
- Stanislav Vovk
- Michail Kukuškin (special Exempt)
- Illja Marčenko (special Exempt)

Giocatori passati dalle qualificazioni:
- Oleksandr Dolgopolov Jr.
- Petru-Alexandru Luncanu
- Jurij Ščukin
- Serhij Stachovs'kyj

## Campioni

### Singolare
Jan Hájek ha battuto in finale  Steve Darcis con il punteggio di 6–2, 1–6, 6–4

### Doppio
Johan Brunström /  Jean-Julien Rojer hanno battuto in finale  Pablo Cuevas /  Dominik Hrbatý con il punteggio di 6–2, 6–3